# Der Simpl
Der Simpl. Kunst – Karikatur – Kritik war nach dem Zweiten Weltkrieg die zweite satirische Zeitschrift in der amerikanischen Besatzungszone Deutschlands.
Sie erschien erstmals unter US-Lizenz am 28. März 1946 im W. E. Freitag Verlag, München. Herausgeber war Willi Ernst Freitag, Chefredakteur Markus Schrimpf (Sohn des Malers Georg Schrimpf und der Malerin Maria Uhden).
Im Erscheinungsbild (Format, ganzseitige Karikaturen etc.) wahrte das Blatt bewusst die Tradition des Simplicissimus. Die politische Ausrichtung war wie die des Vorbilds in dessen Anfangsjahren entschieden antifaschistisch, antimilitaristisch und antinationalistisch.
Mitarbeiter der ersten Ausgabe waren u. a. Henry Meyer-Brockmann, Jörg Wisbeck, Rudolf Schlichter, Otto Dix und Erich Kästner. Allmählich gesellten sich Mitarbeiter des alten Simplicissimus, so Olaf Gulbransson, Otto Nückel, Franziska Bilek, Rudolf Kriesch u. a., hinzu, was die politische Grundhaltung stärkte. Zu den gelegentlichen Mitarbeitern zählten Josef Hegenbarth, Bele Bachem und Max Radler. Die Texte stammten vorwiegend von Heinz Hartwig, E. Horn, W. F. Kloeck und Hans Reimann. Auch Walter Kolbenhoff veröffentlichte einige Beiträge. Im Juni 1949 ergänzte Ernst Maria Lang die Gruppe der Hauptkarikaturisten.
Aus wirtschaftlichen Gründen stellte Der Simpl im März 1950 das Erscheinen ein.